# Résolution 826 du Conseil de sécurité des Nations unies
Membres permanents
- Chine
- États-Unis
- France
- Royaume-Uni
- Russie

Membres non permanents
- Brésil
- Cap-Vert
- Djibouti
- Espagne
- Hongrie
- Japon
- Maroc
- Nouvelle-Zélande
- Pakistan
- Venezuela

Résolution no 825 Résolution no 827
La résolution 826 du Conseil de sécurité des Nations Unies, adoptée à l'unanimité le 20 mai 1993, après avoir rappelé les résolutions 668 (1990), 745 (1992) et 810 (1993), a soutenu les cinq millions Cambodgiens qui se sont inscrits sur les listes électorales malgré la violence et l'intimidation et a discuté plus en détail la préparation des prochaines élections.
Approuvant un rapport du Secrétaire général Boutros Boutros-Ghali, le Conseil de sécurité a exprimé son soutien aux préparatifs de l'Autorité transitoire des Nations Unies au Cambodge (APRONUC), exigeant que toutes les parties respectent les Accords de Paris et coopèrent avec l'APRONUC. Il a également condamné la non-coopération avec les Accords de Paris ainsi que les interférence et attaques envers le personnel de l'APRONUC, exprimant son soutien aux mesures prises par cette dernière pour protéger son personnel.
Un soutien a été apporté aux efforts déployés par l'APRONUC pour préparer les élections, l'appelant à garantir un environnement politique neutre propice à la tenue d'élections libres et équitables et annonçant son intention d'approuver les résultats des élections à condition qu'elles soient libres et équitables. La résolution a également averti que le non-respect par l'une des parties de ses obligations entraînerait de nouvelles mesures de la part du Conseil, sachant qu'elles ont l'entière responsabilité de mettre en œuvre les Accords de Paris.
La résolution se termine en demandant au Secrétaire général de faire rapport sur la tenue et les résultats de l'élection, la conduite des parties et toute nouvelle mesure si nécessaire pour garantir le respect par les partis.

## Voir également
- République populaire du Kampuchéa